# 斯克劳普合成反应
Skraup合成（Skraup synthesis），又称Skraup反应，以捷克化学家 Zdenko Hans Skraup (1850－1910) 的名字命名。
苯胺（或其他芳胺）与硫酸、甘油和氧化剂如硝基苯（也是溶剂）共热时，得到喹啉。
这是合成喹啉及其衍生物最重要的方法。一般来说，只有当反应进行得激烈时，才能获得较好的产率；不过另一方面，反应过于猛烈则会使反应难以控制，因此通常需要加入硫酸亚铁等缓和剂使反应顺利进行。
反应中的氧化剂也可以是五氧化二砷或氯化铁。

## 反应机理
一般认为首先是甘油受到硫酸的作用失水生成丙烯醛，其次丙烯醛与苯胺发生麦克尔加成，并烯醇化、在酸催化下发生失水作用、关环生成二氢喹啉，最后二氢喹啉受到氧化剂的氧化作用，芳构化为喹啉。